# Gypona vilior
Gypona vilior är en insektsart som beskrevs av Fowler 1903. Gypona vilior ingår i släktet Gypona och familjen dvärgstritar. Inga underarter finns listade i Catalogue of Life.